# Resto
In aritmetica il resto è la quantità di dividendo che è "avanzata" dalla divisione, cioè quella quantità che non è stata possibile dividere per il divisore affinché il risultato rimanga nell'insieme dei numeri interi. Per definizione:
Il resto di una divisione denota la quantità da sottrarre a un dividendo al fine di renderlo
divisibile per un divisore.
Esempio:
17 : 2 = 8 resto 1
Sottraendo a diciassette il resto di 1 si ottiene 16, numero divisibile per due (la cui metà è 8). Nella divisione tra 17 e 2, va tenuto da parte il resto, ossia quel numero che, se considerato nel dividendo, farebbe rientrare il risultato della divisione in un altro insieme numerico.
Insieme al quoziente, il resto è uno dei risultati della divisione inesatta.
Dalla definizione segue che l'applicabilità della divisione con resto è limitata ai semianelli che definiscono una relazione di divisibilità fra i loro elementi. È questo il caso dei numeri naturali, eventualmente generalizzato agli anelli dei numeri interi e dei polinomi interi. Inoltre si vuole che il resto sia "più piccolo" del divisore, e per questo è necessario limitarsi ai domini euclidei.